# Aka-bea
Aka-bea, eller bea, är ett utdött andamanesiskt språk som talades på Södra Andamanerna i Indien. Språket dog ut mellan 1921 och 1931 då språkets sista kända talare avled på Havelock Island.
Språket hade inte en skriftlig standard.
Trots att det finns några grammatiker om aka-bea, har språket inte forskats i tillräckligt.